# Pterostyrax hispidus
Pterostyrax hispidus oder der Borstige Flügelstorax, Flügelstyrax, ist eine Pflanzenart aus Japan. Im Englischen wird die Pflanze als Epaulet(te) tree (Epaulettenbaum) bezeichnet, weil die hängenden Blüten an Epauletten erinnern. Allerdings im Deutschen ist dieser Trivialname eher selten gebräuchlich. Auch wird das Epitheton öfter falsch mit hispida oder hispidum geschrieben.

## Beschreibung
Pterostyrax hispidus wächst als laubabwerfender Strauch bis etwa 6 Meter oder als Baum bis über 10 Meter hoch. Die bräunlich-graue Borke ist im Alter rissig.
Die einfachen, wechselständigen Laubblätter sind kurz gestielt. Sie sind leicht ledrig, bis über 18 Zentimeter lang, eiförmig bis elliptisch oder verkehrt-eiförmig, spitz bis zugespitzt und meist fein gezähnt sowie unterseits weiß-gräulich behaart und verkahlend und oberseits meist kahl. Die Nebenblätter fehlen.
Die achselständigen, hängenden, vielblütigen Blütenstände sind behaart und rispig. Die meist hängenden, kurz gestielten bis fast sitzenden, zwittrigen, etwa 1 Zentimeter langen Blüten stehen einseitwendig an den Seitenästen. Die duftenden, fünfzähligen Blüten mit doppelter Blütenhülle sind weiß. Der kleine, grünliche und verkehrt-konische Blütenbecher ist behaart. Die kleinen dreieckigen Kelchzipfel sind behaart. Die fein behaarte Krone ist kurz verwachsen mit halbaufrechten, schmal verkehrt-eiförmigen Zipfeln. Die 10 vorstehenden Staubblätter sind an der Basis verwachsen und im unteren Teil behaart. Der mehrkammerige Fruchtknoten ist fast ganz unterständig mit einem im unteren Teil behaarten, pfriemlichen, vorstehenden Griffel mit minimaler Narbe.
Die kleinen, verkehrt-ei- bis keulen- oder spindelförmigen, ledrigen, rippigen und ein- bis zweisamigen, nicht öffnenden, 10–15 Millimeter langen Früchte im Blütenbecher (Scheinfrucht; steinfruchtartige Nuss) sind geschnäbelt und dicht, gelb-bräunlich langhaarig, borstig mit Kelchresten an der Spitze.

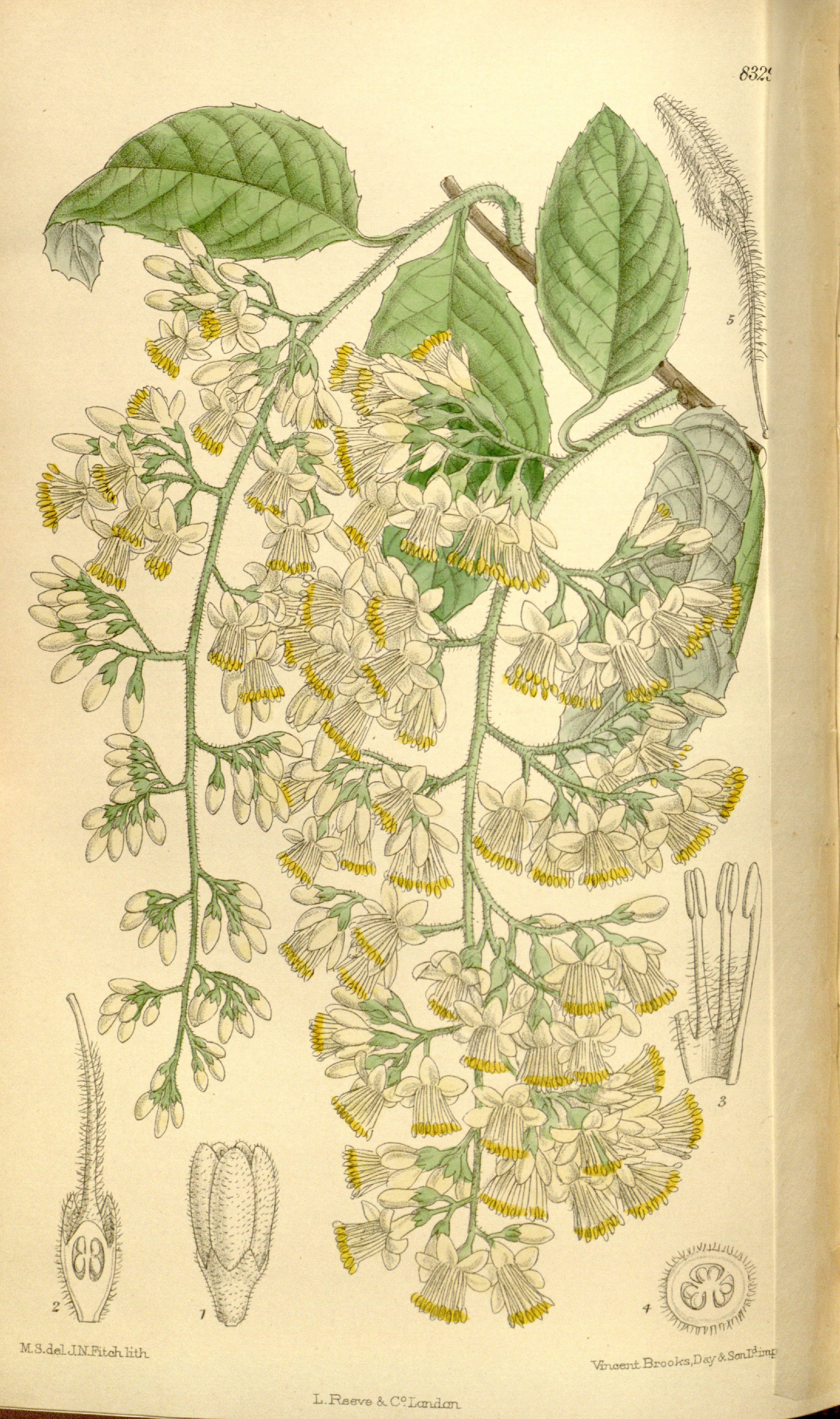
Illustration von Pterostyrax hispidus
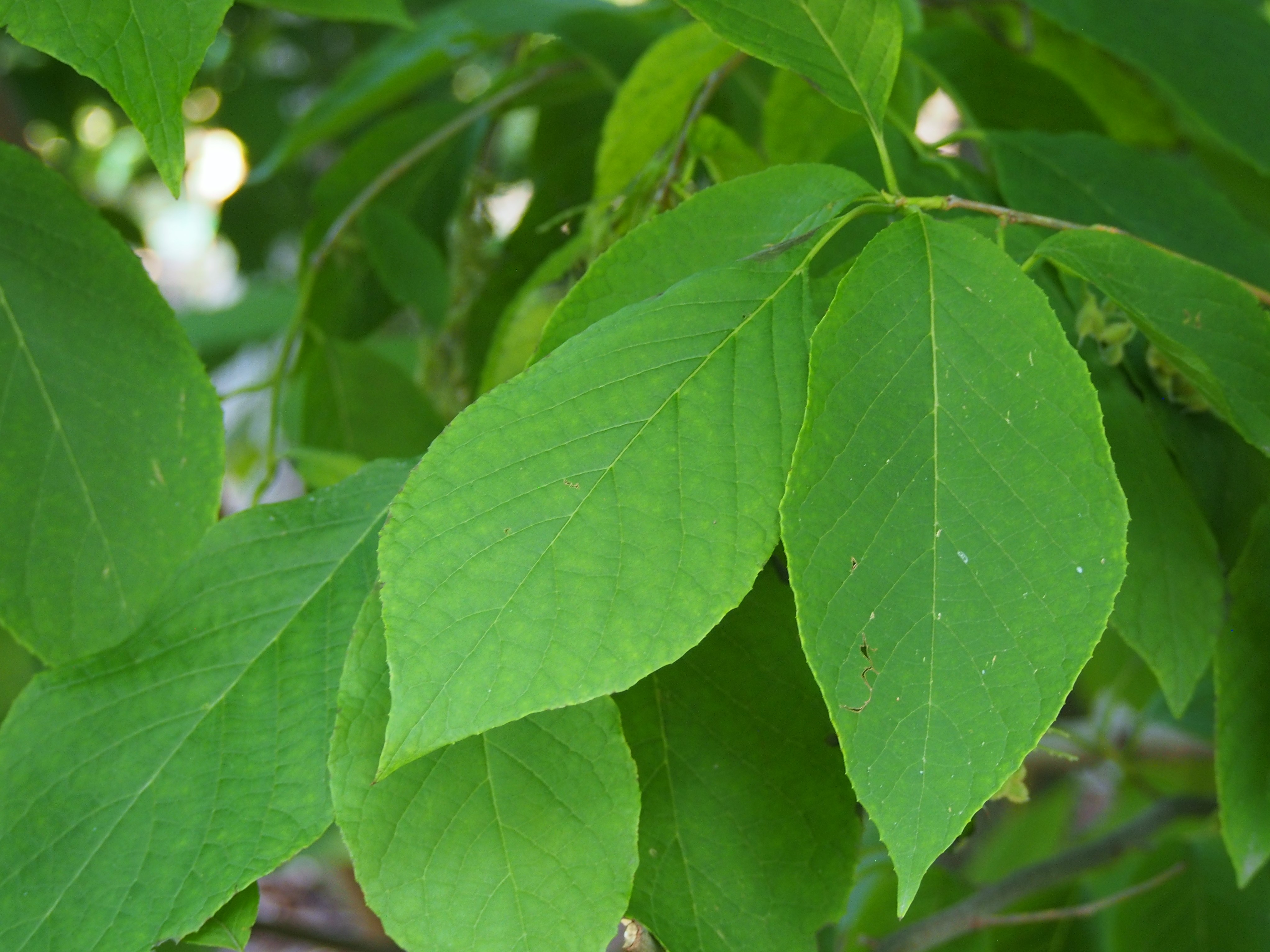
Blätter
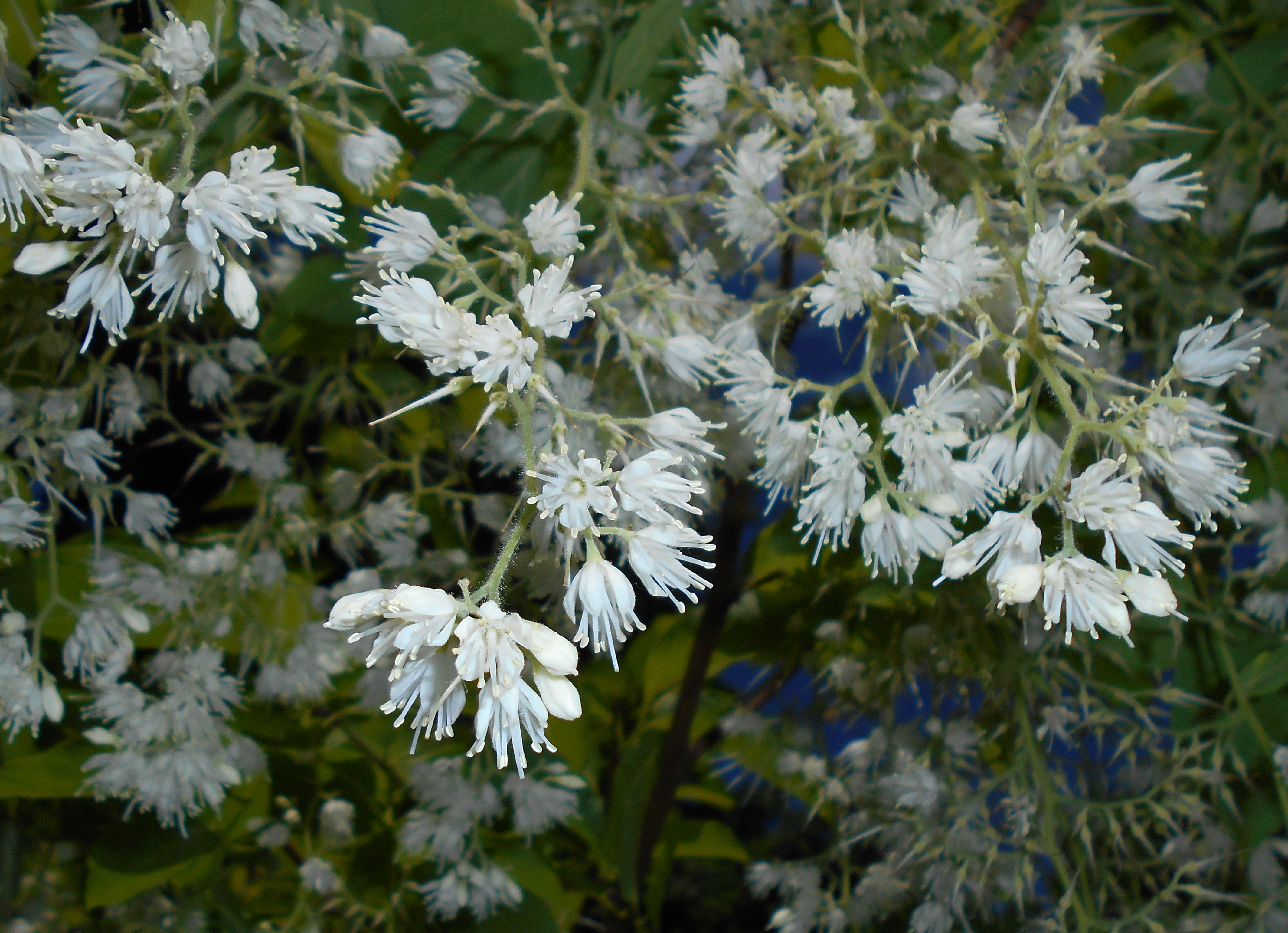
Blütenstand
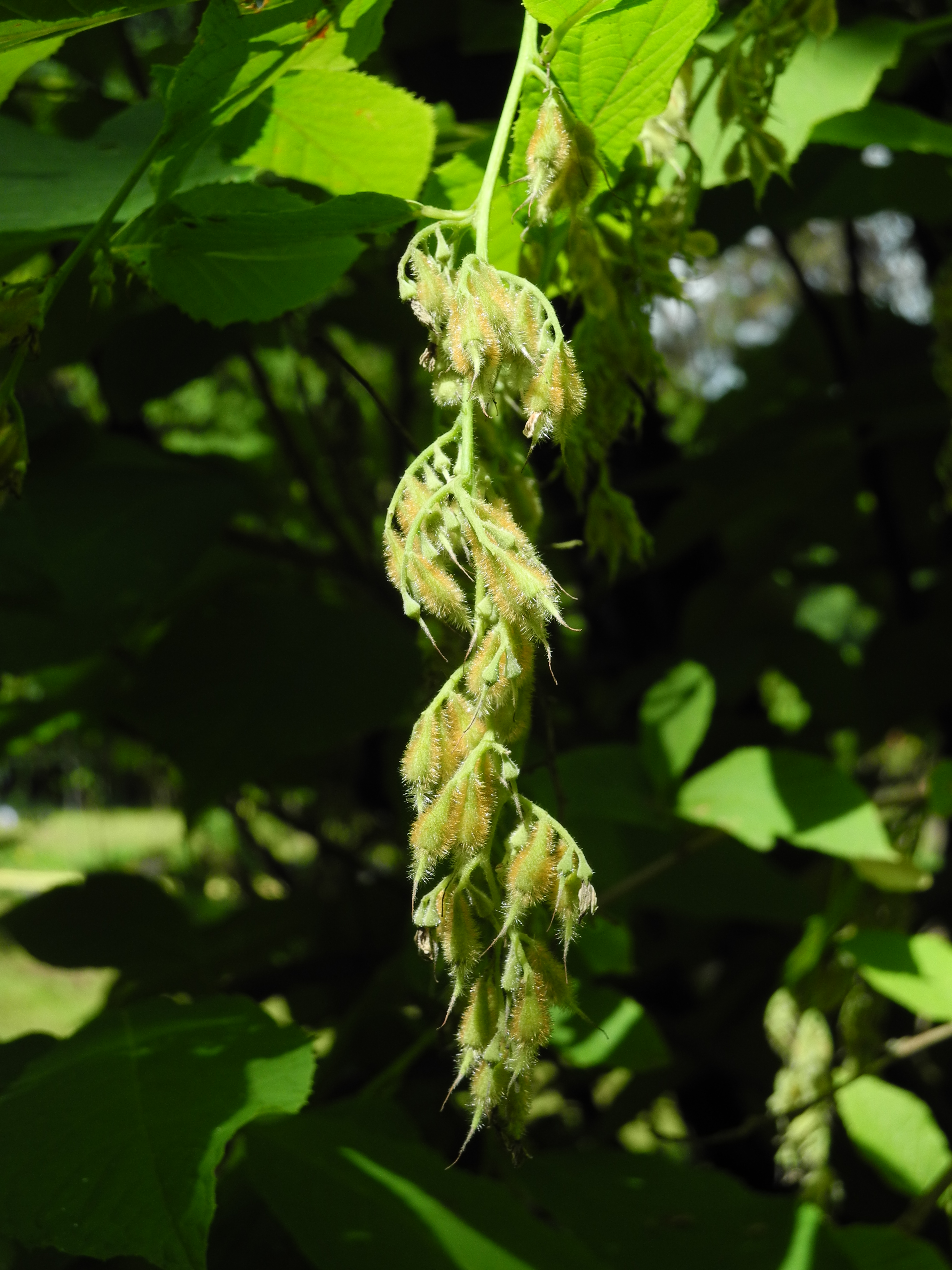
Fruchtstand